# Euploea hainana
Euploea hainana är en fjärilsart som beskrevs av Holland 1887. Euploea hainana ingår i släktet Euploea och familjen praktfjärilar. Inga underarter finns listade i Catalogue of Life.